# ハインリヒ・ユリウス・フォン・ハノーファー

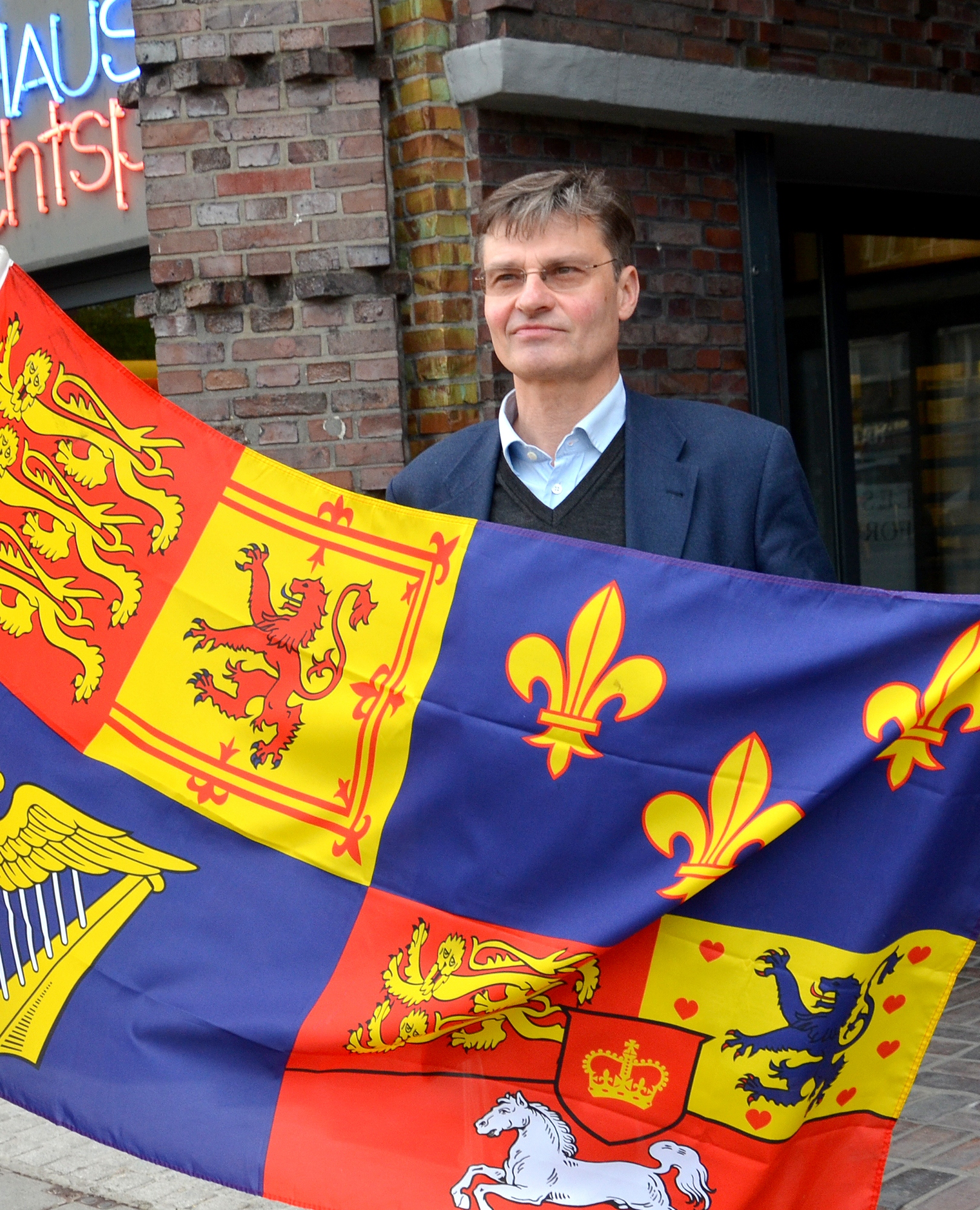

ハインリヒ・ユリウス・プリンツ・フォン・ハノーファー（Heinrich Julius Prinz von Hannover, 1961年4月29日 ハノーファー - ）は、ドイツのハノーファー王国およびブラウンシュヴァイク公国の王族の子孫。全名はハインリヒ・ユリウス・クリスティアン・オットー・フリードリヒ・フランツ・アントン・ギュンター（Heinrich Julius Christian Otto Friedrich Franz Anton Günter Prinz von Hannover）。
ブラウンシュヴァイク公世子・ハノーファー王家家長エルンスト・アウグスト（4世）と、その最初の妻でシュレースヴィヒ＝ホルシュタイン＝ゾンダーブルク＝グリュックスブルク公子アルブレヒトの娘であるオルトルート（1925年 - 1980年）の間の第6子、三男として生まれた。歴史家・著作家として活動している。2005年、テレビ出演した際に長兄のハノーファー王家家長エルンスト・アウグスト（5世）の放埒な生活ぶりを激しく批判し、兄弟の不和が新聞各紙に大きく報じられた。
イギリス王ジョージ3世の男系直系子孫であり、伝統的にグレートブリテンおよびアイルランド王子を名乗るが、イギリス王室は1917年以降、ハノーファー家の成員をこの称号を名乗る有資格者から除外している。また伝統的に一族の成員に認められていたハノーファー王子（Prinz von Hannover）およびブラウンシュヴァイク＝リューネブルク公（Herzog zu Braunschweig-Lüneburg）の称号を名乗るが、こちらも1918年のドイツ革命以降は法的に無意味なものとなっている。

## 子女
1999年6月19日にタイストゥンゲン（ドイツ領テューリンゲン州アイクスフェルト郡）において、森林学者のテューラ・フォン・ヴェスターンハーゲン（Thyra von Westernhagen, 1973年 - ）と結婚し、間に2男1女の3人の子女をもうけた。
- アルベルト・ティーロ・ルートヴィヒ・アルント（1999年 - ）
- オイゲーニア・フリーデリケ（2001年 - ）
- ユリウス・エドゥアルト・エマヌエル（2006年 - ）

また独身時代に女優のデジレ・ニック（Désirée Nick, 1960年 - ）と交際し、1996年に非嫡出の息子を1人もうけた。

## 著作
- Georg II. König und Kurfürst. ISBN 3-932313-07-0.
- Macht Intrigen und Verbannung – Welfen und Romanows am Zarenhof. ISBN 3-932313-05-4.
- Welfisches Hannover. ISBN 3-932313-11-9.
- Frauen vom Hof der Welfen. ISBN 3-932313-17-8.
- Elisabeth Herzogin von Calenberg. ISBN 3-932313-18-6.
- Nicht im Auftrag Ihrer Majestät. ISBN 3-932313-16-X.
- Hannover zwischen den Mächten Europas. ISBN 3-932313-02-X.
- Welfenbericht. ISBN 3-932313-10-0.